# فيكتور لكحل
فيكتور لكحل (بالفرنسية: Victor Lekhal)‏ (27 فبراير 1994 بفيكامب في فرنسا - ) هو لاعب كرة قدم جزائري وفرنسي يلعب في مركز الوسط يلعب في نادي أم صلال القطري.

## روابط خارجية
- فيكتور لكحل على موقع قاعدة بيانات كرة القدم.إي يو (الإنجليزية)
- فيكتور لكحل على موقع ناشيونال فوتبول تيمز (الإنجليزية)
- فيكتور لكحل على موقع Soccerway.com (الإنجليزية)